# Tribunal Superior de Justicia de Andalucía, Ceuta y Melilla
El Tribunal Superior de Justicia de Andalucía, Ceuta y Melilla (TSJA) es el máximo órgano del poder judicial en la comunidad autónoma española de Andalucía y en las ciudades autónomas de Ceuta y Melilla. Tiene su sede en el Palacio de la Chancillería, en Granada.

## Historia
El Tribunal Superior de Justicia de Andalucía se creó a partir de lo dispuesto en el Estatuto de Andalucía de 1981. En la primera sesión ordinaria del Parlamento de Andalucía se eligió como sede del TSJA la ciudad de Granada, que pasó a ser capital judicial de la comunidad.
El Tribunal Superior de Justicia de Andalucía se constituye, como los otros Tribunales Superiores de España, en 1989. Con la creación de dicha institución se rompió con las antiguas Audiencias Territoriales y se dio paso a un modelo judicial que se adaptaba a las exigencias de la Constitución y de los Estatutos de Autonomía. Era necesario, debido al nuevo modelo territorial y competencial, la desaparición de los dos antiguos tribunales situados en Granada y Sevilla, y la creación de un único tribunal tanto para la totalidad del territorio andaluz como para las ciudades de Ceuta y Melilla, así como la creación de la Sala de lo Civil y lo Penal y de la Sala de lo Social, a las cuales se les atribuían nuevas competencias.
Debido al pasado judicial de Sevilla, se crearon dos Salas desplazadas en dicha ciudad —de lo Contencioso-Administrativo y de lo Social—. En la ciudad de Málaga, debido a su importancia y al volumen de asuntos generados en su provincia, y a pesar de no haber sido sede de ninguna institución judicial hasta entonces, se crearon dos Salas iguales a las de Sevilla. 
En 1997 la Junta de Andalucía traspasó medios materiales y personales al TSJA, permitiendo a este último ganar más importancia en el espacio institucional de Andalucía. El TSJA consiguió consolidarse como interlocutor con la Administración autonómica; debido en parte a experiencia proveniente de etapas anteriores en las que impulsó convenios de colaboración entre dicha Administración y el Consejo General del Poder Judicial.

## Competencias
El Tribunal Superior de Justicia de Andalucía es el órgano jurisdiccional en que culmina la organización judicial en Andalucía y, por decreto gubernamental, también la de las ciudades autónomas de Ceuta y Melilla. Tiene su sede central en Granada y es competente en los términos establecidos por la ley orgánica correspondiente, para conocer de los recursos y de los procedimientos en los distintos órdenes jurisdiccionales y para tutelar los derechos reconocidos por el Estatuto de Autonomía de Andalucía de 2007. En todo caso, el Tribunal Superior de Justicia de Andalucía es competente en los órdenes jurisdiccionales civil, penal, contencioso-administrativo, social y en los que pudieran crearse en el futuro.
El Tribunal Superior de Justicia de Andalucía es la última instancia jurisdiccional de todos los procesos judiciales iniciados en Andalucía (y en las ciudades autónomas de Ceuta y Melilla), así como de todos los recursos que se tramiten en sus ámbitos territoriales, sea cual fuere el derecho invocado como aplicable, de acuerdo con la Ley Orgánica del Poder Judicial y sin perjuicio de la competencia reservada al Tribunal Supremo. La Ley Orgánica del Poder Judicial determinará el alcance y contenido de los indicados recursos.
En el orden civil, penal y social, a todas las instancias y grados, con arreglo a lo establecido en la legislación estatal.
En el orden contencioso-administrativo, a los recursos que se deduzcan contra los actos y disposiciones de las Administraciones públicas en los términos que establezca la legislación estatal.
En todo caso, corresponde al Tribunal Superior de Justicia de Andalucía, de conformidad con lo previsto en las leyes estatales:
- Conocer de las responsabilidades de los miembros de la Junta de Andalucía en el ejercicio de sus cargos.

- Los recursos relacionados con los procesos electorales de la comunidad autónoma.

- Los conflictos de jurisdicción entre órganos de la comunidad autónoma.

- Las cuestiones de competencia entre órganos judiciales de Andalucía.

- Los conflictos de atribuciones entre corporaciones locales.

## Organización
El alto tribunal andaluz se divide en ocho órganos:
- La Sala de Gobierno
- La Sala de lo Civil y Penal
- Tres Salas de lo Contencioso-Administrativo
- Tres Salas de lo Social

## Presidencia
El actual presidente del Tribunal Superior de Justicia de Andalucía, Ceuta y Melilla es, desde 2010, Lorenzo Jesús del Río Fernández. El Tribunal Superior de Justicia de Andalucía, Ceuta y Melilla ha tenido los siguientes presidentes a lo largo de su historia:
| Presidentes del Tribunal Superior de Justicia de Andalucía             | Presidentes del Tribunal Superior de Justicia de Andalucía | Presidentes del Tribunal Superior de Justicia de Andalucía |
| Presidente                                                             | Desde                                                      | Hasta                                                      |
| ---------------------------------------------------------------------- | ---------------------------------------------------------- | ---------------------------------------------------------- |
| Andrés Márquez Aranda                                                  | 23/05/1989                                                 | 12/03/1991                                                 |
| Juan Ignacio Pérez Alférez                                             | 04/06/1991                                                 | 05/06/1992                                                 |
| Manuel Rodríguez López                                                 | 20/07/1992                                                 | 30/05/1995                                                 |
| Augusto Méndez de Lugo                                                 | 08/06/1995                                                 | 15/07/2010                                                 |
| Lorenzo del Río Fernández                                              | 17/12/2010                                                 | en el cargo                                                |
| Fuente : Página oficial del Tribunal Superior de Justicia de Andalucía |                                                            |                                                            |

## Sede
El Tribunal Superior de Justicia de Andalucía, Ceuta y Melilla tiene su sede en el histórico Palacio de la Chancillería de la ciudad de Granada, antigua sede de la Real Chancillería de Granada. 
Además, Málaga y Sevilla albergan una Sala de lo Social y una Sala de lo Contencioso-Administrativo del Tribunal Superior de Justicia de Andalucía, Ceuta y Melilla. En dichos órdenes jurisdiccionales, Granada comprende también las provincias de Almería y Jaén; Sevilla incluye Cádiz, Córdoba y Huelva; y Málaga tiene su jurisdicción limitada a su provincia.
Las ciudades autónomas de Ceuta y Melilla están integradas en las Audiencias Provinciales de Cádiz y Málaga, respectivamente; para los órdenes de lo Contencioso y lo Social dependen de las Salas de Sevilla y Málaga.